# Shock (1946)
Shock is een Amerikaanse film noir uit 1946 onder regie van Alfred L. Werker.

## Verhaal
Dokter Richard Cross vermoordt zijn vrouw tijdens een echtelijke ruzie. Janet Stewart is getuige van de misdaad. Ze is in shock en moet worden opgenomen in de kliniek van dokter Cross. Hij ziet zijn kans schoon om Janet voorgoed uit te schakelen.

## Rolverdeling
| Acteur             | Personage         |
| ------------------ | ----------------- |
| Vincent Price      | Dr. Richard Cross |
| Lynn Bari          | Elaine Jordan     |
| Frank Latimore     | Paul Stewart      |
| Anabel Shaw        | Janet Stewart     |
| Stephen Dunne      | Dr. Stevens       |
| Reed Hadley        | Meester O'Neill   |
| Renee Carson       | Zuster Hatfield   |
| Charles Trowbridge | Dr. J.H. Harvey   |